# Kleinlöschfahrzeug (Österreich)
Das Kleinlöschfahrzeug (Abkürzung: KLF) ist ein taktisches Löschgruppenfahrzeug, das eine vollständige Löschgruppenausstattung beinhaltet und damit das Basisfahrzeug jeder Freiwilligen Feuerwehr darstellt.

## Aufgaben
Das Kleinlöschfahrzeug stellt in Österreich das Basisfahrzeug jeder Feuerwehr dar, das heißt, dass jede Feuerwehr (auch nach der Mindestausrüstungsverordnung) mindestens über ein KLF verfügen muss. Steht ein höherwertiges Fahrzeug zur Verfügung (Löschfahrzeug, Tanklöschfahrzeug, Rüstlöschfahrzeug), kann dieses in manchen Bundesländern ein Kleinlöschfahrzeug ersetzen.
Aufgaben dieses Fahrzeugtyps sind:
- Brandbekämpfung kleineren Ausmaßes
- Herstellen einer Wasserversorgung (Speisung von Tanklöschfahrzeugen)

## Kurzbezeichnungen und Funkrufnamen
Österreichweit tragen Kleinlöschfahrzeuge das taktische Zeichen KLF.
Als Funkrufname ist Pumpe oder KLF mit der anschließenden Ortsbezeichnung bzw. optionaler Nummer gebräuchlich.
- Beispiel: Pumpe A-Dorf

## Ausrückeordnungen
Das Kleinlöschfahrzeug wird besonders bei kleineren Feuerwehren verwendet und dort zur Bekämpfung von Kleinbränden eingesetzt. Sollte es nur mit einer Besatzung 1:5 besetzt sein, muss es durch ein Fahrzeug mit mindestens einer Truppbesatzung unterstützt werden. Die Mannschaft eines KLF ist keine taktisch allein operierende Einheit. Dieser Umstand ist bei der Erstellung der Alarmpläne zu berücksichtigen.

## Technik

### Technischer Aufbau
Kleinlöschfahrzeuge werden in Form Kastenwagen oder handelsüblicher Fahrgestelle mit Doppelkabine realisiert.

### Unterschied KLF zu LF
Der Unterschied eines KLF zu einem größeren Löschfahrzeug fußt im Wesentlichen auf drei Unterschieden:
- Schaumausrüstung: Im KLF Bedarfsausrüstung, im LF Pflichtausrüstung
- Gewicht: Die höchste zulässige Gesamtmasse eines KLF ist meist unter 3,5 Tonnen. Aufgrund der höheren Gewichtsbeschränkung neuerer Fahrgestelle trifft dieser Umstand nur mehr selten zu.

Da Löschfahrzeuge bereits zumeist auf einem Lkw-Fahrgestell aufgebaut sind, bieten sie meist noch Platz für Zusatzausrüstung, wie Notstromaggregate, Unterwasserpumpen, hydraulische Rettungsgeräte, Beleuchtungsgeräte.

### Feuerwehrtechnische Beladung
Auf dem Kleinlöschfahrzeug befindet sich eine feuerwehrtechnische Beladung zur Brandbekämpfung, deren Herzstück eine Tragkraftspritze mit einer Literleistung von 600 l/min bis 1500 l/min bei einem Druck von 10 bar bildet.
Weiters wird eine komplette Löschgruppenausstattung mitgeführt.

## Beladung
| Teil                              | Anzahl im KLF bei vollst. Löschgruppe | Anzahl im KLF bei unvollst. Mannschaft |
| Besatzung                         | 1:8                                   | 1:5                                    |
| Atemschutzgeräte                  | optional 3                            | optional 3                             |
| Handfeuerlöscher                  | 2                                     | 2                                      |
| B-Druckschlauch                   | 10                                    | 6 (10)                                 |
| C-Druckschlauch                   | 6 (10)                                | 6 (10)                                 |
| B-Mehrzweckstrahlrohr             | 1                                     | 1                                      |
| C-Mehrzweckstrahlrohr             | 3                                     | 3                                      |
| A-Saugschlauch                    | 4-6                                   | 4-6                                    |
| Saugkorb                          | 1                                     | 1                                      |
| Verteiler                         | 1                                     | 1                                      |
| Kupplungsschlüssel                | 3                                     | 3                                      |
| Überflurhydrantenschlüssel        | 1                                     | 1                                      |
| Leinen(beutel)                    | 3                                     | 3                                      |
| Leiter (Steckleiter/Schiebleiter) | 1                                     | 1                                      |
| Standrohr                         | 1                                     | 1                                      |
| Handwerkzeug                      | 1                                     | 1                                      |
| Schanzzeug                        | 1                                     | 1                                      |
| Tragkraftspritze                  | 1                                     | 1                                      |
| Funkgerät                         | 1                                     | 1                                      |

### Umluftunabhängige Atemschutzgeräte
Ob ein Kleinlöschfahrzeug Atemschutzgeräte mitführen muss hängt von den jeweiligen Baurichtlinien ab, welche in jedem Bundesland geringfügig verschieden sind. So sind in Niederösterreich seit dem Jahr 2005 pro Kleinlöschfahrzeug drei Atemschutzgeräte vorgesehen. In den meisten Bundesländern gilt dies nicht.